# Donji Miklouš
Donji Miklouš est un village de la municipalité de Čazma située dans le comitat de Bjelovar-Bilogora en Croatie. Il est relié à la route D26.